# Cyclophora piazzaria
Cyclophora piazzaria là một loài bướm đêm trong họ Geometridae.